# Prepona oligotaenia
Prepona oligotaenia är en fjärilsart som beskrevs av Johannes Karl Max Röber 1928. Prepona oligotaenia ingår i släktet Prepona och familjen praktfjärilar. Inga underarter finns listade i Catalogue of Life.